# Lamao Yizhi
Lamao Yizhi är en fornlämning i Kina. Den ligger i provinsen Qinghai, i den nordvästra delen av landet, omkring 87 kilometer söder om provinshuvudstaden Xining. Lamao Yizhi ligger 2 012 meter över havet.
Runt Lamao Yizhi är det ganska tätbefolkat, med 62 invånare per kvadratkilometer. Närmaste större samhälle är Magitang, 6,7 km norr om Lamao Yizhi. Trakten runt Lamao Yizhi består i huvudsak av gräsmarker.
Genomsnittlig årsnederbörd är 574 millimeter. Den regnigaste månaden är juli, med i genomsnitt 144 mm nederbörd, och den torraste är december, med 2 mm nederbörd.